# Леонберг
Леонберг (нім. Leonberg) — місто в Німеччині, знаходиться в землі Баден-Вюртемберг. Підпорядковується адміністративному округу Штутгарт. Входить до складу району Беблінген.
Площа — 48,73 км2. Населення становить 48 753 ос. (станом на 31 грудня 2020).

## Відомі особистості
- В Леонберзі 27 січня 1775 року народився Фрідріх Вільгельм Шеллінг — відомий німецький філософ, ідеаліст.
- Тут пройшло дитинство Йоганнеса Кеплера — німецького філософа, математика, астронома, астролога.
- З 1796 до 1801 в Замку Леонберга провела останні роки свого життя матір Йоганна-Фрідріха Шиллера — Елізабет Доротея Шиллер (Кодвайс).

## Галерея

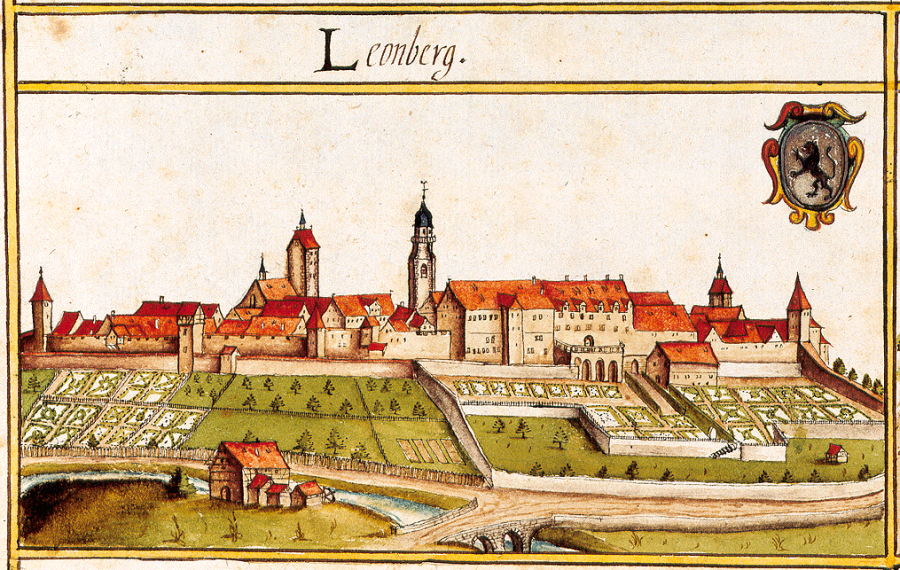
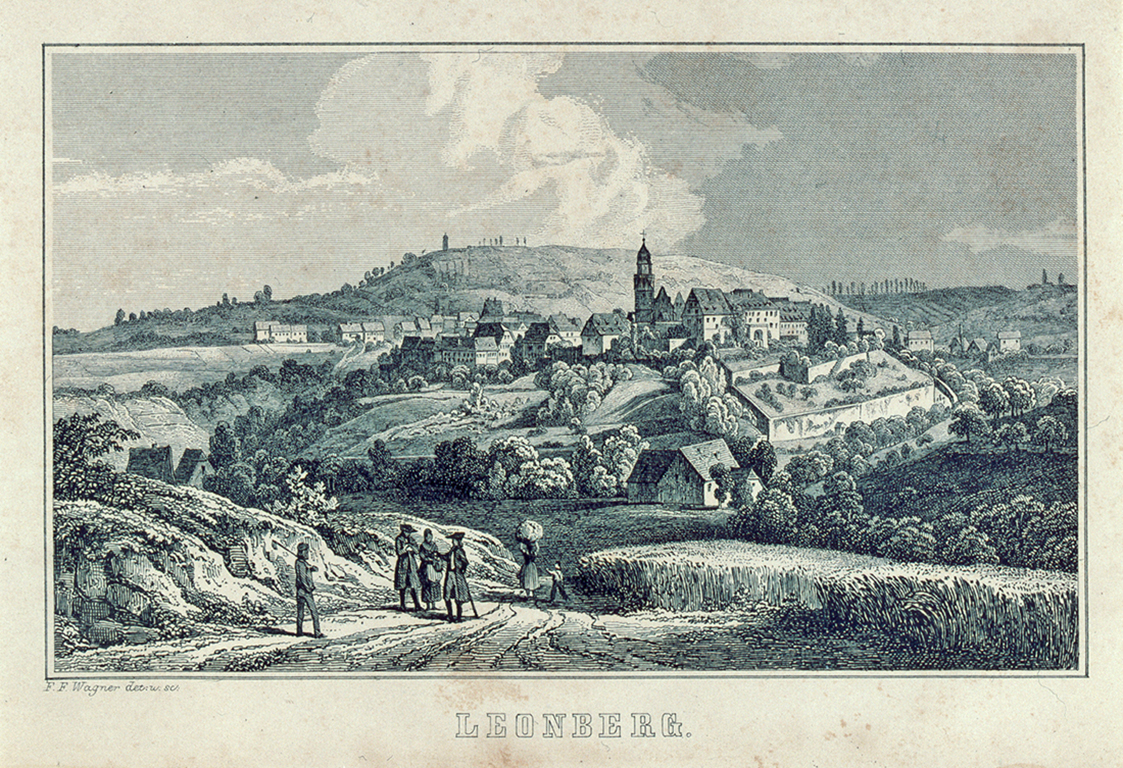
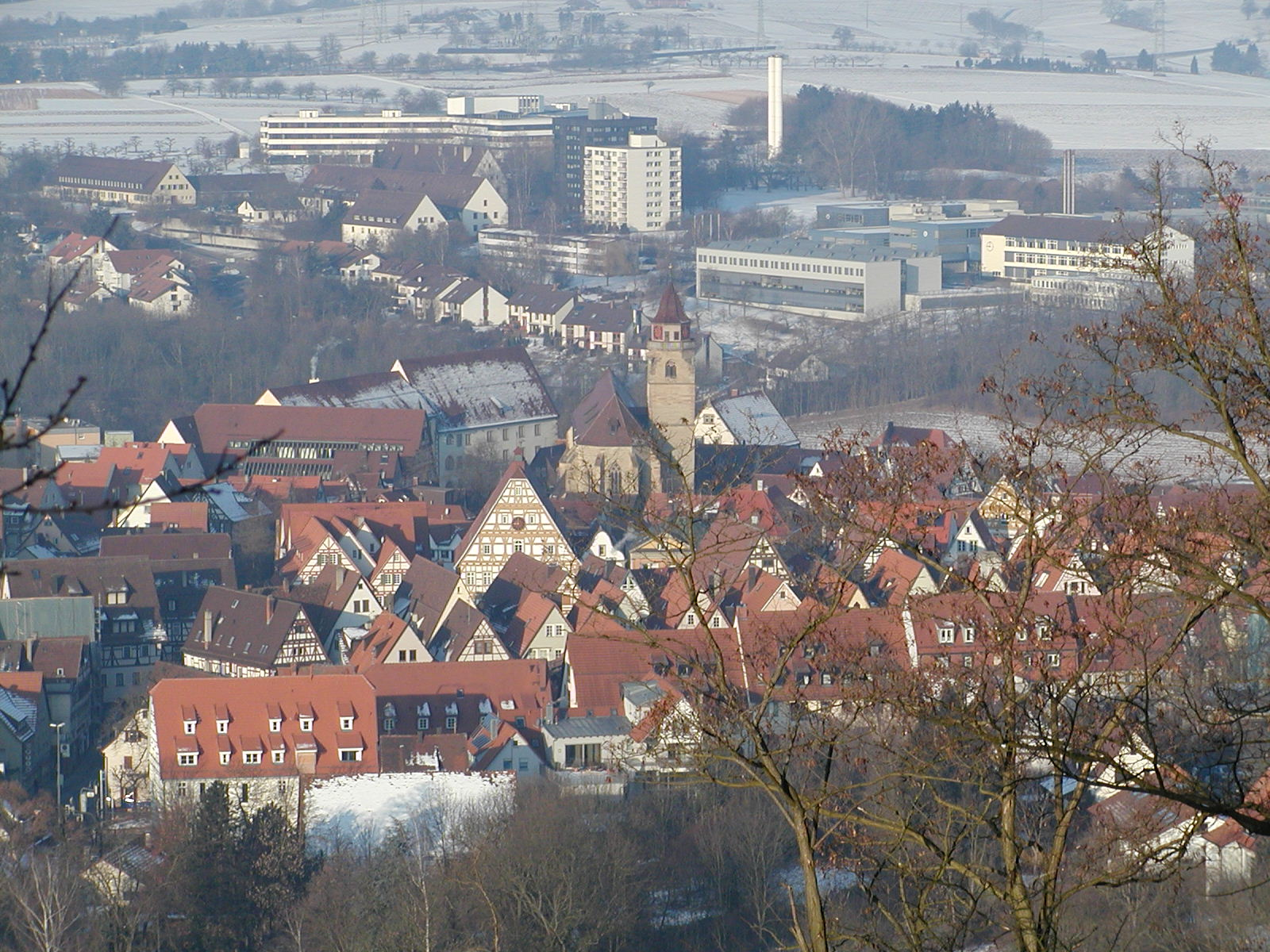
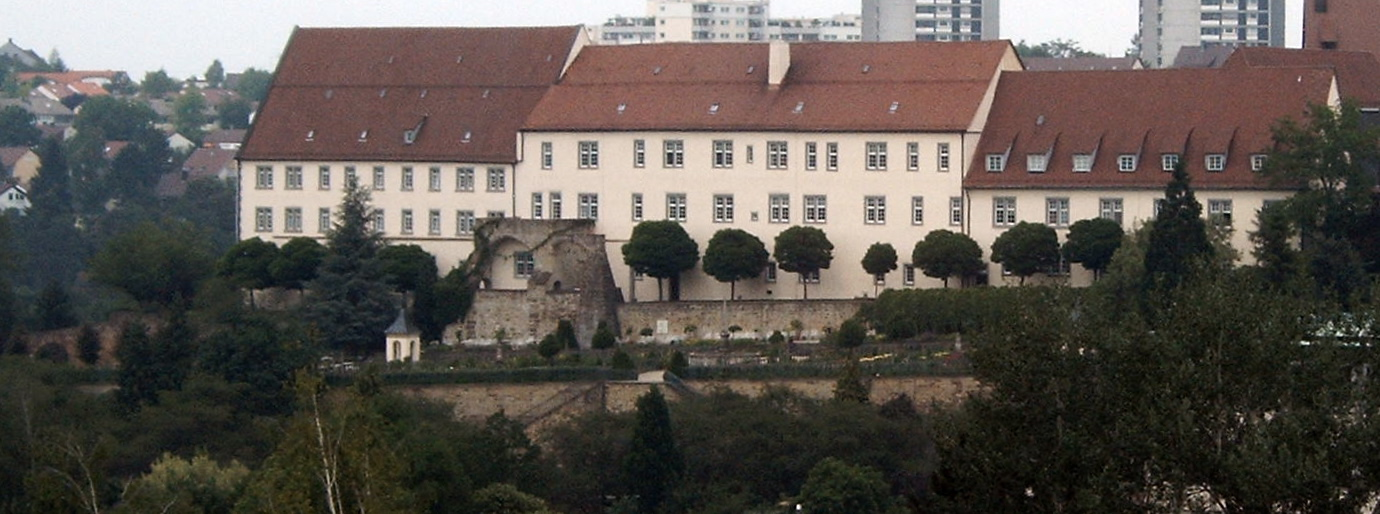
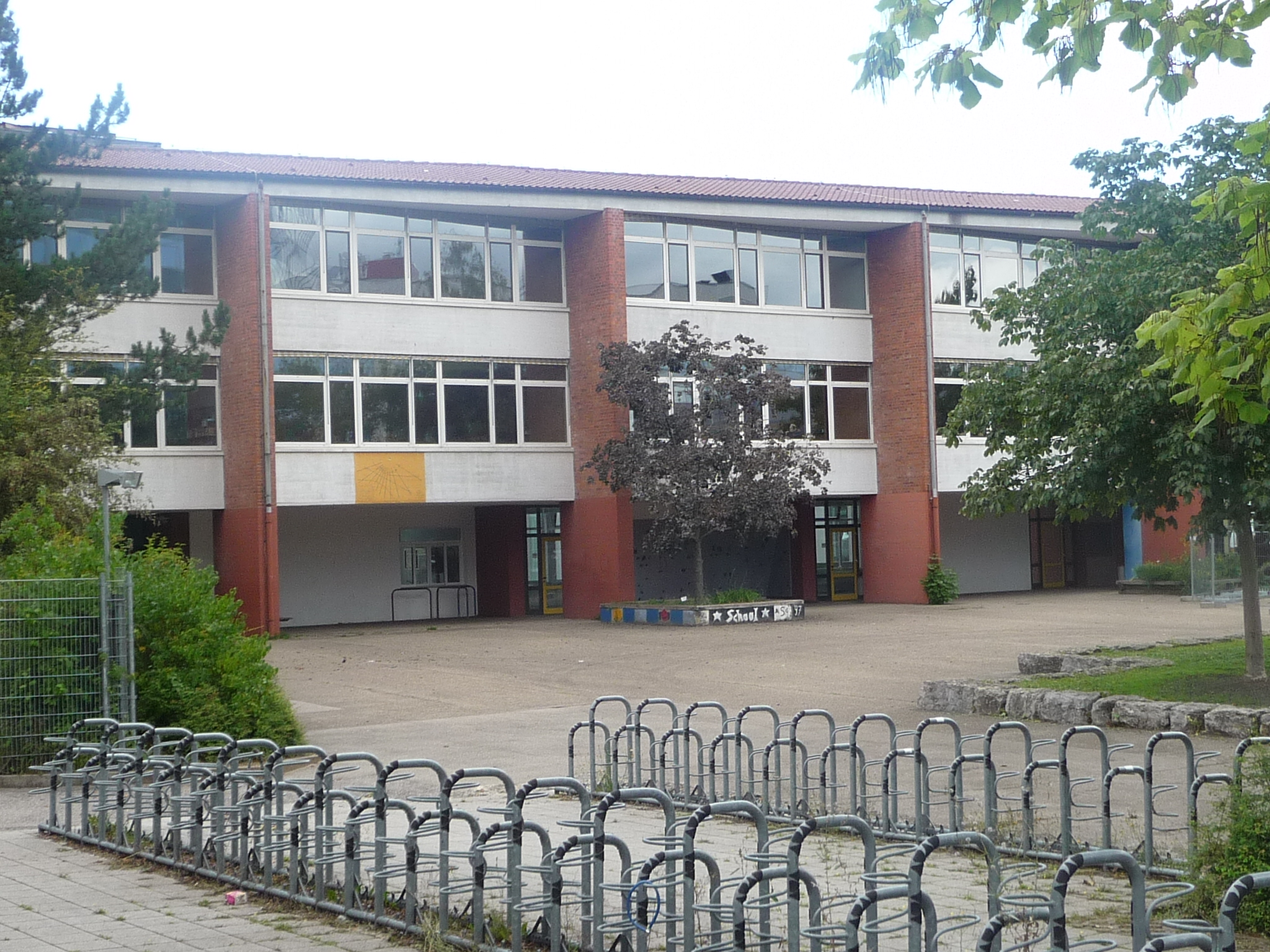
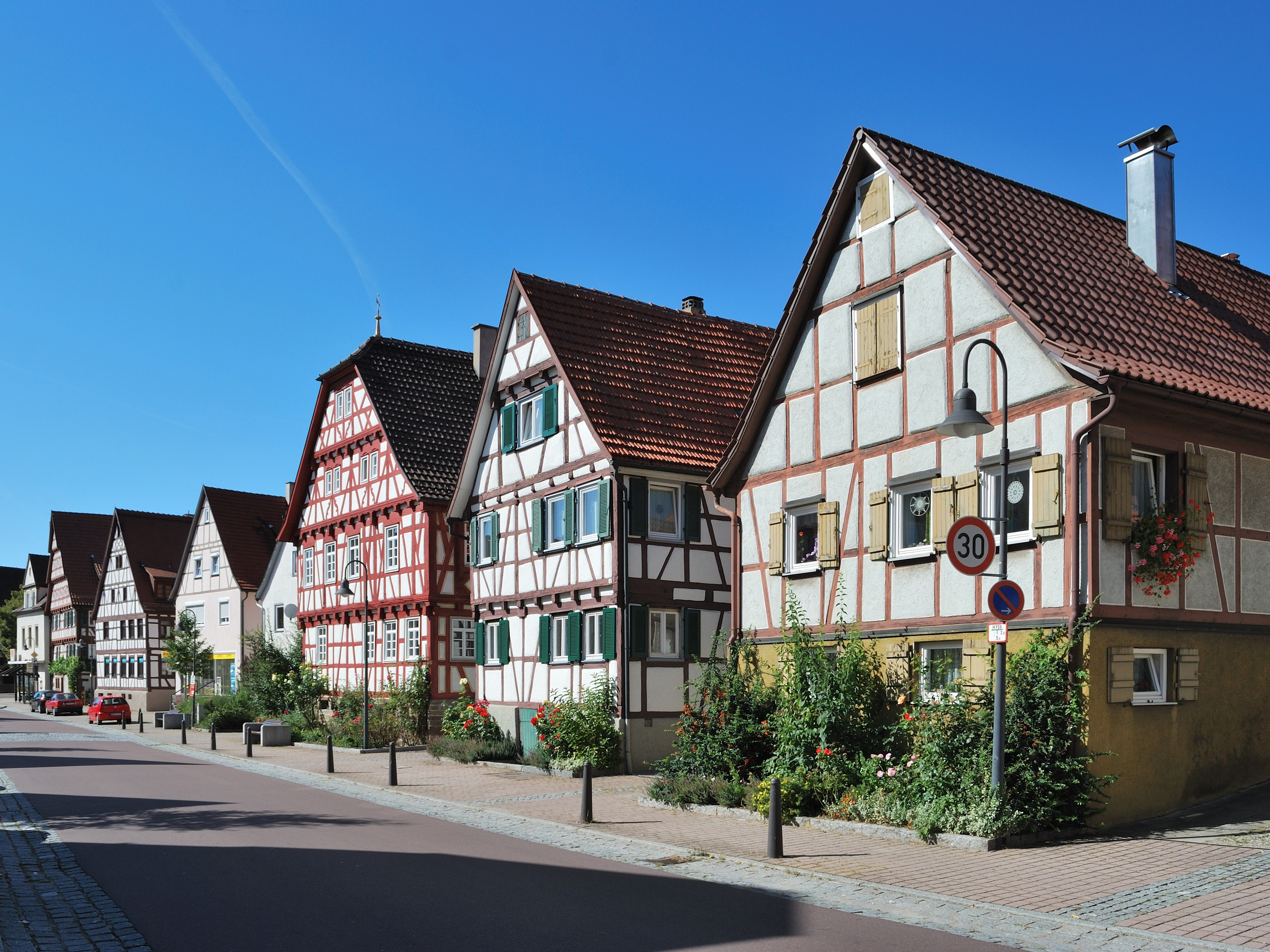